# Szczurek (województwo łódzkie)
Szczurek – osada w Polsce położona w województwie łódzkim, w powiecie tomaszowskim, w gminie Lubochnia.
W latach 1975–1998 miejscowość należała administracyjnie do województwa piotrkowskiego.